# Іст-Йорк (Пенсільванія)
Іст-Йорк (англ. East York) — переписна місцевість (CDP) в США, в окрузі Йорк штату Пенсільванія. Населення — 9555 осіб (2020).

## Географія
Іст-Йорк розташований за координатами 39°58′7″ пн. ш. 76°40′33″ зх. д. / 39.96861° пн. ш. 76.67583° зх. д. (39.968681, -76.675900).  За даними Бюро перепису населення США в 2010 році переписна місцевість мала площу 7,35 км², уся площа — суходіл.

## Демографія
Згідно з переписом 2010 року, у переписній місцевості мешкало 8777 осіб у 3694 домогосподарствах у складі 2355 родин. Густота населення становила 1194 особи/км².  Було 3864 помешкання (525/км²).
Расовий склад населення:
| - 88,7 % — білих - 4,2 % — азіатів - 4,1 % — чорних або афроамериканців - 0,2 % — корінних американців - 1,3 % — осіб інших рас |

До двох чи більше рас належало 1,5 %. Частка іспаномовних становила 3,8 % від усіх жителів.
За віковим діапазоном населення розподілялося таким чином: 20,3 % — особи молодші 18 років, 57,0 % — особи у віці 18—64 років, 22,7 % — особи у віці 65 років та старші. Медіана віку мешканця становила 45,0 року. На 100 осіб жіночої статі у переписній місцевості припадало 88,9 чоловіків;  на 100 жінок у віці від 18 років та старших — 85,1 чоловіків також старших 18 років.
Середній дохід на одне домашнє господарство  становив 71 438 доларів США (медіана — 59 354), а середній дохід на одну сім'ю — 82 731 долар (медіана — 74 956). Медіана доходів становила 51 495 доларів для чоловіків та 45 037 доларів для жінок. За межею бідності перебувало 6,6 % осіб, у тому числі 6,9 % дітей у віці до 18 років та 2,1 % осіб у віці 65 років та старших.
Цивільне працевлаштоване населення становило 3790 осіб. Основні галузі зайнятості: освіта, охорона здоров'я та соціальна допомога — 26,6 %, роздрібна торгівля — 16,5 %, виробництво — 15,8 %.